# Kānī Sūr
Kānī Sūr (persiska: كانيسور, کانی سور, Kānīsūr) är en ort i Iran.   Den ligger i provinsen Kurdistan, i den nordvästra delen av landet, 500 km väster om huvudstaden Teheran. Kānī Sūr ligger 1 504 meter över havet och antalet invånare är 1 131.
Terrängen runt Kānī Sūr är huvudsakligen kuperad, men den allra närmaste omgivningen är platt.Runt Kānī Sūr är det ganska tätbefolkat, med 93 invånare per kvadratkilometer. Närmaste större samhälle är Bāneh, 14,0 km sydost om Kānī Sūr. Trakten runt Kānī Sūr består till största delen av jordbruksmark.